# Palazzo in Viale Gramsci 22

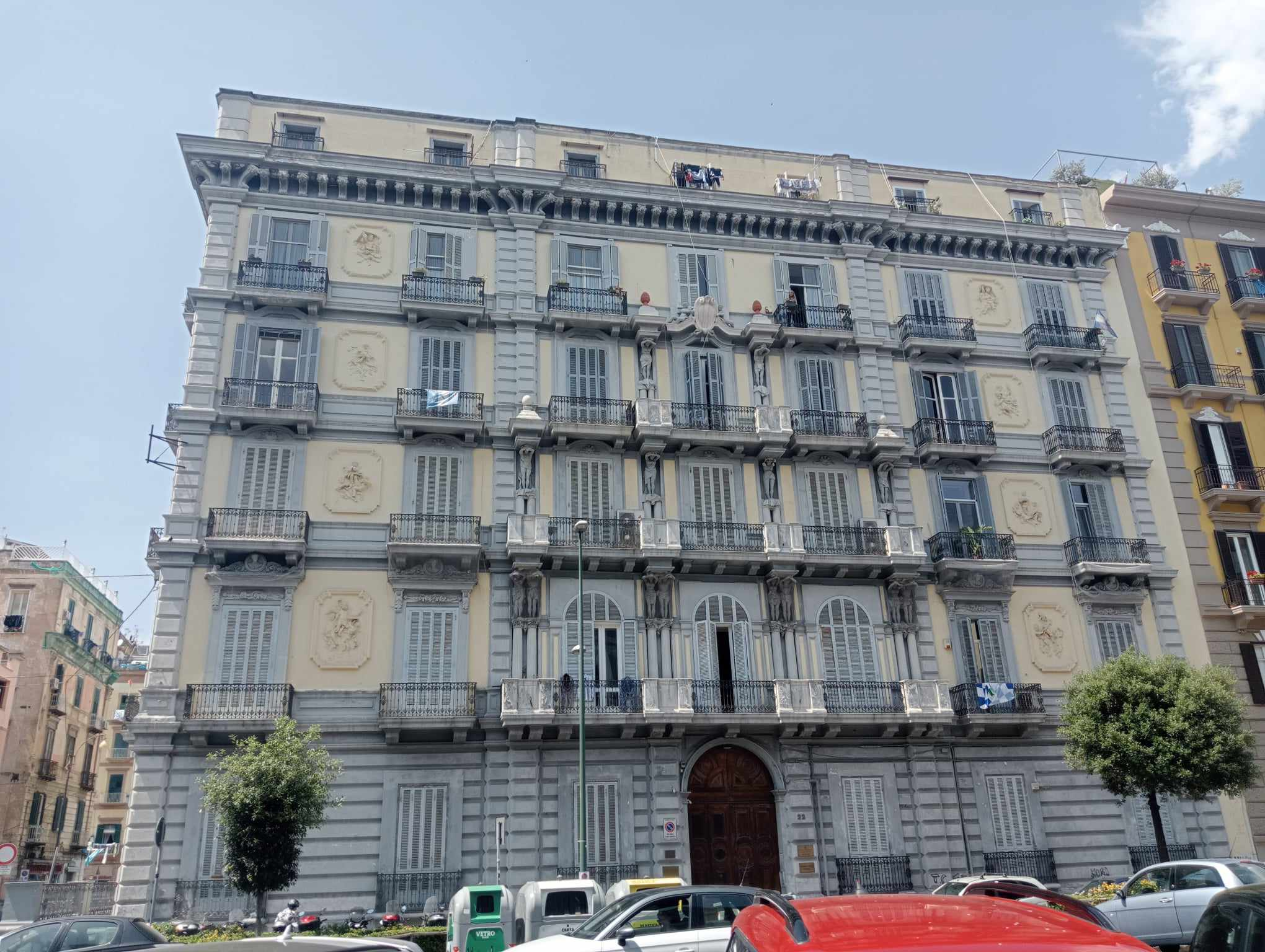
Palazzo in Viale Gramsci, 22, in Neapel

Der Palazzo in Viale Gramsci 22 ist ein Palast aus dem 19. Jahrhundert im Viertel Chiaia von Neapel in der italienischen Region Kampanien. Er liegt im Viale Antonio Gramsci, 22.

## Geschichte und Beschreibung
Der Palast, der im letzten Viertel des 19. Jahrhunderts errichtet wurde, hat sechs Stockwerke (Erdgeschoss, Zwischengeschoss und vier Obergeschosse, wovon eines später aufgesetzt wurde) und sticht durch seine reich verzierte, neubarocke Fassade hervor. Im Mittelteil der Fassade gibt es Atlanten, vier Paare im Zwischengeschoss, vier einzelne im ersten Obergeschoss und zwei einzelne im zweiten Obergeschoss. Sie stützen bühnenreif die kleinen Fensterbalkone. Auf beiden Seiten der Fassade sind im Zwischengeschoss und den ersten drei Obergeschossen Medaillons aus Stuck auf gelbem Untergrund angebracht, auf denen Gruppen von kleinen, flatternden und verspielten Putten zu sehen sind.
An der Seitenfassade sind die Balkone einzeln und nicht zu dreien gruppiert wie an der Hauptfassade und zwischen den Fenstern befinden sich auf denselben vier Stockwerken wie an der Hauptfassade gleichartige Medaillons mit Putten.
Eine weitere Besonderheit des Gebäudes ist die offene Treppe mit zwei Rundbögen pro Stockwerk mit einer deutlichen Inspiration aus dem 18. Jahrhundert, die sich an der rechten Seite des rechteckigen Innenhofes befindet.
Heute ist der Palast ein Mietshaus in gutem Zustand mit Privatwohnungen und Büros.